# FRIENDS (さくら学院の曲)
「FRIENDS」（フレンズ）は、さくら学院のシングル。2011年11月23日にイベント会場限定で販売された。収録曲は「FRIENDS」1曲のみ。

## 概要
2011年11月23日、オープンキャンパス・学校説明会のイベント会場限定で販売され、 NTT東日本「フレッツ光Wi-Fi」のホームページにおいて、CM撮影のメイキング映像などとともに公開された。
ステージでは、2011年夏『さくら学院 2011年度 NEW 〜Departure〜』で初披露し、『さくら学院祭☆2011』ではテーマ的な存在へと成長した楽曲である。また、ライブイベントの重要なシーンに用いられることも多く、さくら学院の代表曲の1つとなっている。

## 解説
音楽クリエイターのcAnON.による作詞、作曲、編曲。cAnON.は、さくら学院に多くの楽曲を提供しており、他に「マシュマロ色の君と」、「オトメゴコロ。」、「未完成シルエット」などがある。

## カバー
アイドル歌手である武藤彩未が2014年6月に公演したライブ「A.Y.M. Ballads」にて、本間昭光のピアノにチェロ・パーカッションを加えたアコースティック編成でのカバーを行った。また、2014年に発売したさくら学院のオリジナルアルバム「さくら学院 2013年度 〜絆〜」に収録の「FRIENDS 〜Unplugged 2013〜」では、2013年度卒業生4人（堀内まり菜、飯田來麗、杉﨑寧々、佐藤日向）が堀内、杉﨑のヴォーカルと飯田、佐藤のアコースティックギターの演奏でセルフカバーを行っている。

## ミュージックビデオ
ディレクションは、アミューズで映像ディレクターを務める千葉哲郎。抜き打ちで行われた修学旅行での1日を追ったドキュメンタリータッチの作品となっている。先生役の森ハヤシも出演している。「さくら学院 2011年度 〜FRIENDS〜」ら盤（初回限定盤）の特典映像として収録。